# Motor FIRE
Motor FIRE FIAT.  acrónimo de (Fully Integrated Robotized Engine), es la denominación comercial de la actual familia de motores del fabricante de automóviles FIAT. 
Son producidos por Fiat Group desde 1985 en diferentes emplazamientos de todo el mundo, comenzando su producción en Italia en la planta de Térmoli, el 30 de marzo de 1985.
FIRE, es la denominación por sus siglas abreviadas en inglés de "Fully Integrated Robotized Engine" (Motor Integrado Totalmente Robotizado), y que significa, que su fabricación está totalmente automatizada e integrada por robots.
La fabricación robotizada, permite un ensamblaje preciso, seguro y un muy bajo margen de errores y defectos ya que se utiliza alta tecnología computarizada de última generación desde el inicio de su diseño, durante su producción; así como en sus posteriores evoluciones técnicas.
Denominándosele al Motor FIRE en la actualidad (2025), como FIRE MULTIAIR.

## Historia

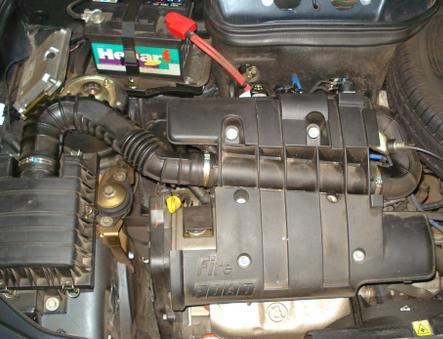
Motor en un Fiat Uno/Mille fabricado en Brasil

Fiat Auto S.p.A en 1979, posicionado como primer fabricante europeo de automóviles del continente, y con el ingeniero-administrador delegado Vittorio Ghidella al frente, planteará a nivel técnico e industrial a la Familia Agnelli una reestructuración e innovación para el desarrollo de un nuevo proyecto técnico (denominado como proyecto 156) con el que se puedan diseñar y fabricar de manera completa mediante robots, el que será el novedoso, celebérrimo y consagrado MOTOR FIRE. (1985 ->2025).
Fiat Auto, dará el visto bueno para comenzar a desarrollar y diseñar el novedoso motor FIRE, en su Centro Técnico de Mirafiori (Turin), en 1981; asignándose la dirección del proyecto al reputado Ingeniero de Motores Stefano Iacoponi, quién junto, al también famoso diseñador Rodolfo Bonetto conseguirán, ambos, el premio Compasso d'Oro a la innovación en 1983, dadas las altas soluciones técnicas que se aplican e improntan, al desarrollo y diseño del nuevo y revolucionario MOTOR FIRE.
Su fabricación dio a comienzo en 1985 en la nueva planta de Térmoli (Italia), la cual será robotizada para realizar todo el proceso de fabricación de esta nueva familia de motores.
Éste reemplazaría a lo largo del tiempo a los exitosos motores Fiat de pequeña, media y alta cilindrada de la Gama 100, desarrollados por Aurelio Lampredi y Dante Giacosa, los cuales se comercializaron desde finales de los años 1960 y hasta bien entrado el siglo XXI (década de 2010).
El "Fire", será comercializado* por primera vez, en 1985 a bordo del Autobianchi Y10. 
El proyecto, era revolucionario, ya que bajo la lógica de la integración; se consiguió un número de componentes notablemente bajo, y que cuyos resultados finales y principales entre otros, son el de una reducción de peso y el de una mayor facilidad de construcción.
● Características Técnicas.
Éste motor de gasolina redunda en múltiples beneficios desde su concepción y diseño; ya que es más fiable que la gama de motores anteriores que le preceden, y además se verá beneficiado también, por un menor coste de producción; ya que el propulsor es desarrollado desde el principio, y como primicia mundial, para ser fabricado únicamente por robots.
El motor FIRE dispone de un rendimiento de potencia (Cv/kW) y par motor (Nw/m) muy superiores respecto a su antecesor ('Familia 100 FIAT'); además de una notable reducción del consumo, debido, entre otras tecnologías; al empleo de Cámaras Hemisféricas de "Combustión Pobre", es decir, utilizando una mezcla con exceso de aire (14'7÷1), en relación, al combustible.
El primer FIRE de 999 cm³ (1 litros), mantenía la misma potencia de 45 CV (33,1 kW), que su antecesor de 903 cm³ (55,1 pulgadas cúbicas), pero además mejora tanto el par máximo, el consumo de combustible y la sonoridad.
La adopción de un árbol de levas en cabeza, el encendido electrónico "Breakerless" o Digiplex Marelli junto a un carburador Weber de diámetro 32TLF semielectrónico, redujo drásticamente el mantenimiento.
●Difusión Comercial - Industrial.
Su primera aparición en el mercado se produjo de forma exclusiva en el modelo Autobianchi Y10, después en el Fiat Uno 45S y por último, en el Lancia Y10 quien renombró al primero. Posteriormente en 1986, apareció la versión de 769 cm³ (0,8 litros) que fue montada en el Fiat Panda Face Lift.de primera generación. 
Cabe mencionar que del consagrado y celebérrimo propulsor FIRE de inicialmente 999 cc, se obtendrá una evolución con versión atmosférica de 1.2 cc y 69 Cv, siendo un propulsor que se comercializará en los nuevos modelos FIAT 500, FIAT PANDA y FORD KA del constructor estadounidense (este último durante el periodo del 2007 - > 2019), momento en el que el fabricante norteamericano anunciará el cese de la fabricación del modelo KA, que es fabricado junto al modelo Fiat 500, en la planta de Fiat (FCA Tichy, Polonia), bajo acuerdo industrial.
● Evoluciones.
FIRE Evo.
1989 - > 1995.
El propulsor de 1108 cm³ (1,1 litros) aparecido en 1989, es mecánicamente más elaborado y dispone de características que se prestan al desarrollo de un aumento significativo de potencia manteniendo una relación de compresión baja.
En julio de 1992, entraría en vigor la nueva normativa europea sobre emisiones Euro I,  y por lo tanto, el motor FIRE tendrá una nueva evolución, como será la de dejar de usar un carburador como sistema de alimentación, para pasar a emplear las distintas variantes de inyección electrónica: Monopunto (SPI) ó Multipunto (MPI) según cilindradas, así como también adoptará un Catalizador de dos vías y Sónda Lambda.
FIRE Multiválvulas.
1995 -> 2025.
En 1997 llegará una nueva evolución de mayor cilindrada denominada como Súper-FIRE, realizada sobre la base del motor con versión de 999 cc, al que se le dotará de un doble árbol de levas en cabeza (DOHC) con cuatro válvulas por cilindro e inyección electrónica multipunto. Haciendo aparición por vez primera en el Lancia Y seguido por el Fiat Punto MK-1, Fiat Bravo I y Fiat Brava y, a continuación, en el Fiat Punto MK-2 de 1999.
● FIRE. Súper 1600 KitKar.
2000 - > 2021.
El tope máximo del motor FIRE en versión atmosférica, será la de 4 cilindros en línea con un cubicaje de 1.8cc y 138Cv. Denominado como SuperFire, del cual, derivará también una nueva variante reducida, a los 1.6cc, y que desarrollará una potencia de 220Cv. (Exclusivo para el Fiat Punto Mk2 KitKar) y que se empleará para participar en los distintos campeonatos mundiales de rallyes, en los que Fiat se alzará con varios títulos como campeón del mundo. 
Esta variante, será reinterpretada en versiónes Turbo de 1.6 cc de cubicaje, siendo adaptada para la comercializacion en modelos de serie como los Fiat 500X, (2015 - 2021), Fiat Tipo - Fiat Viaggio (2016 -> 2021), (según mercados); y en otros modelos del fabricante italo - estadounidense FCA. (Fiat Chrysler Automobiles).
● FIRE Starjet.
2005 - > 2010.
En 2005, y, nuevamente para poder cumplir unas normativas anti-contaminación EURO - 6 cada vez más severas, en un futuro se evolucionó este mismo, aumentándolo hasta los 1368 cm³ (83,5 pulgadas cúbicas). Estos recibieron una nueva denominación llamada Fire-Starjet. Desarrollan una potencia de 90 CV (66 kW) con unas novedades técnicas que se ubican en la parte alta de la cámara de combustión (nuevo diseño de pistones para un mejor aprovechamiento de la mezcla estequiométrica en fase de admisión), disponiendo además del sistema de desactivación electrónico automático de admisión de mezcla 'Fiat PDA' (Fiat - Port DeActivation), conocido entre otros constructores, como sistema   Variable-Length Intake Manifold (VLIM) ó Variable Intake Manifold (VIM). 
También son nuevos el material de los colectores de admisión fabricados en PVC (Policloruro de Vinilo), y el desarrollo de un nuevo colector múltiple para los gases de escape, con los que se reutilizará el flujo de una parte de éstos hacia la cámara de combustión mediante una válvula EGR 'Exhaust Gas Recirculation'. (Recirculación de Gases de Escape). 
Estos sistemas son novedosos en este tipo de cilindradas de motores de gasolina, y harán su aparición en el FL - 'Face Lift' -(rediseño), del Fiat Punto MK-2; de segunda generación (2004) y poco después en el debut del nuevo Fiat Grande Punto 2005, Fiat G.Punto Evo, Alfa Romeo Mi -To, Lancia Musa, Fiat ID.EA. y resto de modelos del grupo Fiat.
● FIRE MultiAir I, II y III.
2007 - > 2025 (Actualidad).
En 2007, con la presentación del nuevo Fiat Bravo (2007), se introdujo el FIRE de 1368 cm³ (1,4 L) con sobrealimentación, que fue posteriormente montado en otros vehículos del grupo, especialmente en el Fiat Grande Punto y Abarth 500 TC 2008
Desde 2009, sobre la nueva evolución, del motor FIRE 1.4 16V del 2007 será desarrollado sobre las arquitecturas de 2 y 4 cilindros, (la primera de ellas de nueva creación), la novedosa tecnología conocida como MultiAir. 
Este novedoso sistema de control de válvulas, acompañado de sistema turbocompresor y otros elementos, será capaz de erogar potencias que oscilarán entre los 90 y los 240Cv. 
El sistema, hará su estreno en la variante 1.4 16V de 120Cv, y hará su debut instalándose como novedad en el Alfa Romeo MiTo, y, en el Fiat 500 FL de 2011.
● FIRE Turbo TwinAir.
2010 -> 2015. 
La variante del motor Fire turbo de 2 cilindros y 900cc, que eroga una potencia de 90 CV denominado como TwinAir, disponen de unis adelantos técnicos insólitos en el mundo de la automoción, pues en su concepción, se adopta la solución tecnológica de implantar un turbo de dimensión reducida, el cual posee un eje de compresión de doce álabes; (frente a los ocho álabes que posee un turbo convencional) y que sobrealimenta a dos cilindros gemelos que realizan todos los ciclos de un motor de cuatro tiempos por cilindro, al unísono,  desarrollados entre el PMS y el PMI. 
Este hecho, produce en el sistema un hándicap como es el de las altas vibraciones, y, que FIAT soluciona con un árbol de cigüeñal compensado con un árbol contrarrotante solidario y paralelo al primero, el cual posee un sistema de equilibradores únicos en el mundo, dado el alto régimen de giro del motor. De este se erogan potencias que oscilan entre los 90 y los 110 Cv.
La alimentación se realiza mediante una ECU que comanda el novedoso sistema de válvulas hidráulico TWIN-AIR (derivado del sistema MULTI- AIR) y que será reducido mediante solución robótica para ser implantado en la variante de  motor que nos ocupa.
Dicha variante del MOTOR TWIN AIR, serán montados en los nuevos Fiat 500 FL y Fiat Panda FL que se producirán entre el periodo del 2010 -> 2015.
● FIRE Turbo MultiAir 240Cv.
2015 -> 2025 (Actualidad).
La versión del motor FIRE MULTI-AIR de 240 Cv. cobrará especial relevancia sobre el modelo Abarth 124 Spider 2015 con el que se conmemora el 50° aniversario del modelo. 
Esta versión del motor Fire -MultiAir III, será instalado en los Alfa Romeo Giulietta Quadrifoglio Verde y Dodge Dart, siendo conocido como Motor 'Tiger Shark' en los mercados de Estados Unidos y que en la actualidad (2025), son producidos en la planta de STELLANTIS Dundee —Míchigan—.
Toda esta tecnología y sus variantes, serán también desarrolladas desde 2014, para ser aplicados a todos los recientes propulsores del fabricante Ítalo-norteamericano, que se fabricarán desde el periodo de 2016 --> actualidad, bajo las denominaciones comerciales de FIAT FIRE - Fly o FCA GSE (Global Small Engine), según continentes en los que opere FCA. (STELLANTIS 2020 ->)
● FIAT FIRE- Fly / FCA GSE.
(2016 -> 2025. Actualidad).
● Bío - Combustibles.
El constructor Italiano, es desde 1975 líder y referente mundial, en la investigación, desarrollo y fabricación del tipo de motores que son concebidos para consumir un amplio rango de combustibles.
Presentándose los primeros resultados del desarrollo de este sistema por vez primera, en Brasil, a bordo del mítico modelo FIAT 147 (1976), entrando en fabricación el propulsor y montaje en serie en el mismo modelo, desde el año 1979.
Por ello, la nueva familia de motores FIAT de la Serie FIRE- Fly, son propulsores concebidos con arquitecturas de 3 o 4 cilindros, y que están provistos de altas tecnologías heredadas que han sido desarrolladas entre otros menesteres, para poder consumir bío - combustibles, gas natural y los actuales Combustibles Destilados del Petróleo que se encuentran (en según mercados), con una mezcla de los primeros en bajos porcentajes de Bio-fuels (7 - 10% con contenido de Etanol), ya que los propulsores FIAT FIRE están preparados desde su proyección en la década de 1980 para este uso y consumo. 
Con este tipo de mezclas se pueden obtener octanajes de entre 92 y 105 Octanos. (A mayor Octanaje menor presencia de Azufre, y por lo tanto, mayor reducción de emisiones gr/km., de Co2) a la atmósfera y que se emplean en países como Alemania, Francia o México.
En los mercados de Latinoamérica como Brasil y Argentina se emplean los combustibles Bío-Etanol y el Bío - Gas Methanol en una muy alta concentración del 85%, con un índice de octano de entre el 103 y 105.
Los motores FCA GSE / Fire - Fly también pueden emplear los Gases GNCV, (Gas Natural Comprimido Vehicular - Metano-) y LPG, (Gas Licuado del Petróleo -Uso Vehicular-), al tener la característica de provocar un alto índice de octano en su mezcla.
● FIAT FIRE - FLY / FCA GSE.
Movilidad Eléctrica.
Varias serán las variantes eléctricas disponibles para esta nueva familia de propulsores, y que serán catalogados como 'ECO'.
Los motores del grupo FCA (Fiat) denominados como Fire - Fly / GSE; en versiones 'MHEV', 'PHEV' y 'HYBRID', aplican diferentes soluciones técnicas empleadas en función de las características y uso para las que el propulsor es concebido. Por ello la mecánica térmica de acceso a esta nueva familia, arrancará con un sistema eléctrico Medio Híbrido de respaldo y que es denominado por ACEA y el resto de fabricantes mundiales como 'MHEV'. 
FCA innovará nuevamente, e integrará en su reciente propulsor, un ingenioso sistema denominado como 'FIAT BSG' (Belt Integrated Starter Generator) en el conjunto del bloque motor, lo que hará que sea considerado como una unidad integral de 'Planta Cinética Compacta'.
Estos motores MHEV - (MILD HIBRID ELECTRIC VEHICLES), - en español, 'Vehículos Eléctricos de Hibridación Media' no necesitan de puntos de recarga para ser completamente funcionales, y consiguen reducir en el modo ECO de conducción los consumos y las emisiones de CO2 - NOx a la atmósfera por períodos de tiempo limitado, al disponer de una reducida autonomía en km para su movilidad.
Los modelos más recientes que adoptarán el moderno y sofisticado motor - FireFly / GSE (2018- 2025); serán los actuales Fiat 500, Fiat Panda, Fiat 500X (->2025), Fiat Tipo (2021->2025), Fiat Cronos, Fiat Argo, Fiat Fastback (2025->), también en el Fiat 600 Hybrid (2023 ->2025), y en el "Re-born" Fiat Grande Panda derivado del modelo de 1980';  modelo que será presentado al mercado en versiónes eléctricas con y sin hibridación; durante el 125 aniversario que el fabricante Turinés celebrará el 11 de julio de 2024. 
● Motores FIRE- Fly / FCA GSE - Horizonte 'Zero Emission'.
Investigacion con combustibles sinteticos 'e-Fuels' e Hidrógeno
Estos propulsores experimentales también podrán emplear los futuros "e-Fuels", también llamados, "MTG¹" - (Methan To Gasoline-), que, son en definitiva, Ethanol y Gas Methanol en alta concentración y octanaje obtenidos de manera Sintética, y también serán diseñados para el futuro empleo de los novedosos y eficientes combustibles del tipo "Hydrogen Cells" (Pila de Hidrógeno).
●MTG¹: Véase Artículo: https://www.autofacil.es/tecnica/que-es-combustible-sintetico/493342.html.
(Para obtener mayores características y especificaciones técnicas del motor Fiat Fire - Fly (GSE), véase publicación al respecto).
● MOTOR FIRE. LUBRICACIÓN.
La lubrificación del motor FIRE se realizará con la nueva y contrastada familia de lubricantes Olio Fiat VS+, desarrollada por la filial Fiat Lubrificanti en las diferentes competiciones automovilísticas en los que Fiat - Abarth participan.
Su desarrollo se realizó sobre la familia de motores 'Tipo 2' utilizados en los FIAT 131 TC y FIAT RITMO, a la par que en los LANCiA DELTA.
La gama de lubricantes 'VS+ Long Life' (también renombrada como 'VS Max Fuel Saver' a partir de 1991),' dispondrá de dos tipos de viscosidad: 15W40 y 15W50 para los motores de gasolina, con formulación de base MINERAL, y siendo preconizada para el MOTOR FIRE en la etapa que va de 1985 hasta 1995;  ya que, en 1991 y hasta el año 2000 con la llegada de la nueva generación de lubricantes SELÈNIA 10W40 de formulación SEMI - SINTÉTICA se usará este rango de viscosidad a nivel mundial, según las nuevas normas internacionales de 'ACEA' y 'API', dejándose de emplear la gradación de 15W de formulación mineral utilizada hasta ése momento.
Ello es debido a que desde el año 1992 la normativa U.E. EURO I, entrará en vigor, y obligará al uso de gasolina sin plomo en los nuevos propulsores fabricados por todos los constructores; siendo el cambio climático terrestre evidente.
Por parte de FIAT AUTO, también se acelerarán la búsqueda de nuevos materiales más resistentes a soportar altas temperaturas que suplan al plomo de las gasolinas como lubricante, así como las evoluciónes técnicas de la actual familia FIRE. 
En este período, también se desarrollará e investigará por parte de FL (FIAT LUBRIFICANTI) en nuevos aditivos sintéticos que se usarán para formular lubricantes de nueva generación.
A partir del año 2000, dadas las evoluciones técnicas del motor FIRE, estos pasarán a usar según año de producción; la estructurada familia de lubricantes sintéticos 'SELÈNIA'   de Òlio Fiat (PETRONAS, 2010 ->) 
Las viscosidades oscilarán entre los 10W40 y 10W50 Semi Sintéticos (20K); los 5W40 y 5W30 (WR); y los 0W30 y 0W20 (FRWRD Fully Synthetic); siendo este último usado en las nuevas familias de los propulsores TWIN-AIR (SGE), FIRE MULTI-AIR y la última generación de los modernos motores Fire-Fly /GSE 2014 - 2024
● MOTOR FIRE. REFRIGERACIÓN.
La refrigeración líquida del MOTOR FIRE, se realizará con una mezcla de agua destilada con 'REFRIGERANTE INORGÁNICO 'Paraflú 11', (Color Azúl - Verdoso), al 30% de concentración para los motores de la primera fase del Motor Fire (1985 -> 1997), elevándose al 50% de concentración para los de la segunda fase (1997->2004).
Ya en la tercera evolución (época Multi-air, Twin-air y Fire-Fly / GSE 2005 ->2024) se usará la misma concentración de agua destilada al 50%/50%, pero, con REFRIGERANTE ORGÁNICO, denominado como 'Paraflù UP 50% Ready', (Color Rojo), NO pudiéndose mezclar con refrigerante INORGÁNICO PARAFLÚ 11 o similar.
En caso de faltar líquido en uno u otro caso y de NO encontrase el asignado, SOLO añadir AGUA DESTILADA, solamente, y NUNCA; agua de red. 
Es muy importante el respetar el porcentaje y el tipo de refrigerantes usados (inorgánicos de orgánicos) según la fecha de construcción del vehículo, dado el uso de los diferentes tipos de aleaciones usadas en la fabricación del modelo de motor.
Importante es el remitirse al manual del usuario o al fabricante FIAT, para la elección acertada del lubricante preconizado, así como para la elección adecuada del tipo de refrigerante motor, según año de construcción del vehículo.
(Esto sucede también, para con todos los motores de última generación de cualquier fabricante mundial, dado el incesante calentamiento global del planeta).
También por normativa U.E. todos los líquidos internos del motor deberán poder ser reciclados -  tratados, según normativas anti-contaminación en centros autorizados; dado el alto riesgo que suponen para el medio ambiente y el ecosistema.

## Desarrollos tecnológicos incorporados y tecnologías aplicadas.

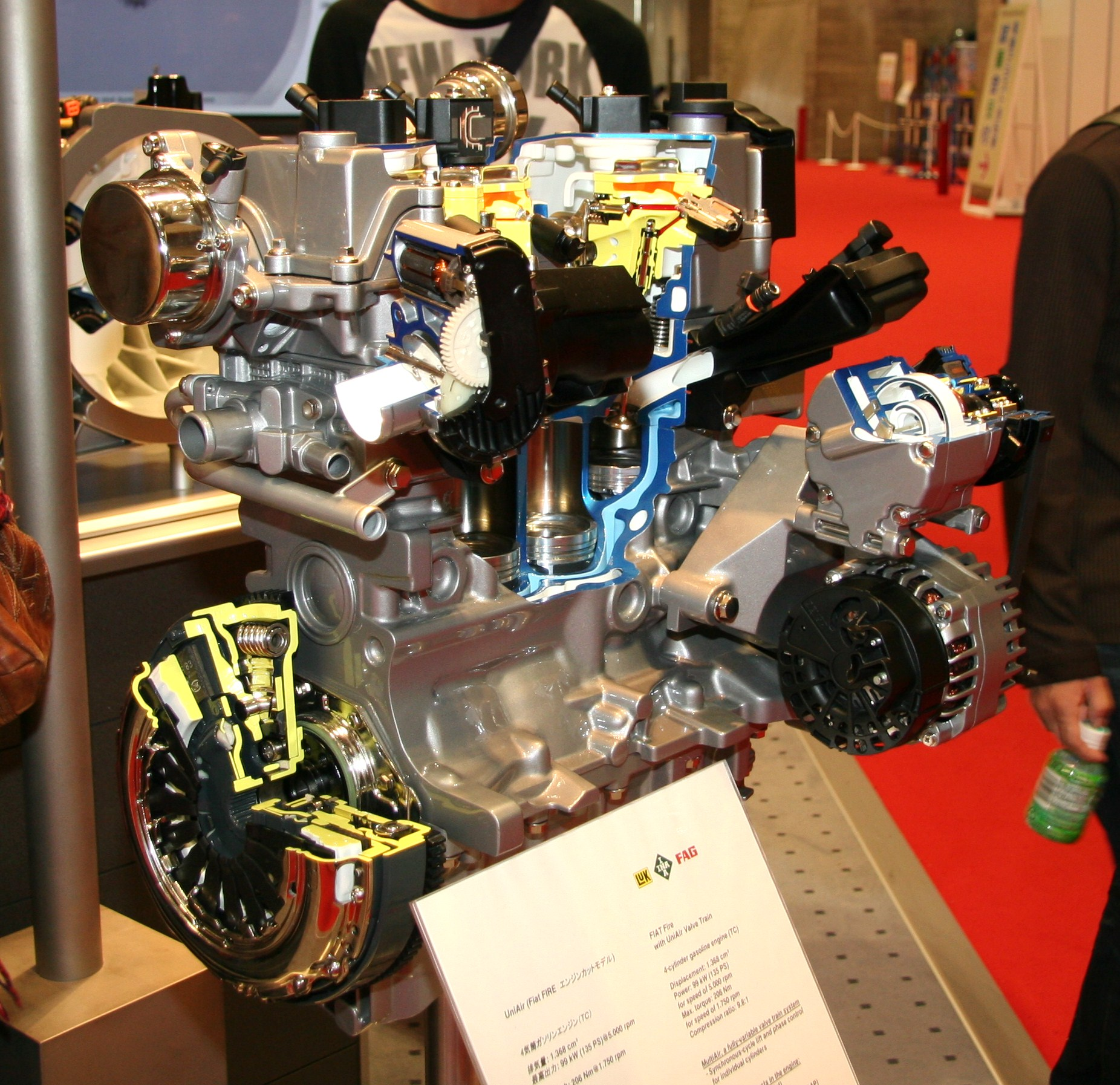
Versión 1.4 L en exhibición en Japón en 2009

Esta nueva tecnología consigue aumentar los registros de potencia, par motor y relación de compresión, reduciendo el peso del conjunto utilizando materiales novedosos más ligeros. Las bielas de acero forjado elaboradas de una única pieza y luego partidas mediante su marcación por láser, reducen el desgaste en cojinetes y en los apoyos del cigüeñal.
El acero C70 es el elegido en vez del hierro fundido, siendo así cerca de un 40 % más ligeras que las fabricadas con los materiales tradicionales.  Son quebradas en los puntos determinados, creándose así rugosidades diferentes en cada una de las unidades producidas. De esta manera, cada biela y su subconjunto encajan a la perfección, sin haber margen de error, para conformar el bloque motor. También equipa taqués (empujadores de válvulas) de accionamiento hidráulico, los cuales reducen drásticamente el mantenimiento, disminuyendo entre otras cosas, el control de luz de válvulas.
El ingreso de la mezcla al motor se efectúa por un "colector de admisión elaborado en plástico" (PVC) de baja rugosidad en su interior, lo cual reduce el rozamiento y aumenta la homogeneidad de la mezcla aumentando su velocidad, lo que terminará favoreciendo el llenado del cilindro. A su vez, los ductos de admisión son del tipo largo favoreciendo así el par a bajo régimen.
Emplea el sistema "cross flow", lo que quiere decir que el escape y la admisión están en puntos opuestos con respecto al cilindro, generando de esta manera, por un lado, el vaciado más eficiente y rápido del cilindro redundando en un llenado de los cilindros más uniforme y veloz, derivando en mejores registros de prestaciones. Se divide en tres secciones bien diferenciadas durante su diseño y desarrollo.
Resultando divididas en una culata de aluminio donde se ubica el árbol de levas y las válvulas, el bloque de cilindros de fundición de hierro y un tercer "sub-block" realizado en aluminio, donde está el cigüeñal y la bomba de aceite cerrado por el cárter del mismo en la parte inferior.
Deduciéndose con todo ello y, significando que todo el bloque motor está conformado por dos bloques, más un auxiliar. Este último y fundamental soporte donde se encuentran las bancadas del cigüeñal realizadas en acero sinterizado, reducen drásticamente las vibraciones y ruidos del motor hasta en un 60 %. También se obtiene así una óptima lubricación de todas las zonas críticas, a través de todo el circuito y en todos las partes internas del motor; alargando su fiabilidad y longevidad.
Según la versión del FIRE y del vehículo que lo equipe, podría tener doble árbol de levas en versiones de 1.2 L y 1.4 L de 16 válvulas; y el accionamiento del acelerador (Cuerpo de Mariposa de Admisión) podrá realizarse con la conexión mediante cable de acero o mediante el sistema electrónico del tipo "Drive by Wire". Esta tecnología permite que la central de inyección, controle la apertura de la mariposa en el colector de admisión en función de factores, tales como posición del pedal del acelerador y del pedal de embrague, generando una mayor suavidad de marcha.
Es de destacar el sistema de "inyección electrónica" hecho sobre la base de tecnología híbrida o semi "multiplexado", reduciendo así el tamaño y la cantidad de piezas móviles en la misma, redundando en menor probabilidad de error o fallas. Esta inyección incorpora a su vez el "encendido electrónico digital", el cual pasa a estar integrado a la misma pudiendo adecuar el avance o retroceso del encendido a cada circunstancia de marcha. La inyección electrónica pasa a ser del tipo "indirecta, secuencial y multipunto". Producida por Bosch en Alemania, se denomina "Bosch Motronic H4 7.3" para el FIRE de 16 válvulas; y, para el resto de las motorizaciones con 8 válvulas, es la "Magneti Marelli MPI IAW 4AFB".
En las versiones de 16 válvulas, el comando de las mismas se realiza mediante doble árbol de levas (DOHC) ubicado en la tapa de cilindros o culata, el cual a su vez está comandado por una polea en un extremo y, en el otro, la correa dentada de mando de la distribución solamente comanda el árbol de levas que opera las válvulas de escape. De esta forma, con la eliminación de la segunda polea, el ángulo que se logra entre las válvulas se reduce a 21 grados, lo cual se traduce en una cámara de combustión más compacta. Incorpora un sistema hidráulico anti rotura, el cual hace que si se llegara a deteriorar totalmente la correa, evitaría que los pies de las válvulas llegasen a tocar con la cabeza del pistón del cilindro al llegar este al punto muerto superior y evitando así, el malograr todo el motor y también una reparación muy importante y costosa económicamente.

## Tecnologías verdes y combustibles alternativos

### Natural Power
Esta tecnología es la denominación con la cual Fiat Group Automobiles designa ciertos automóviles con motor de gasolina adaptados para ser alimentados adicionalmente con gas natural comprimido (GNC). Anteriormente se venía usando la denominación Bi-Power. Esta tecnología se presentó en 2003 en el Fiat Punto de segunda generación, motivo por el cual fue galardonado en 2005 como vehículo verde del año.
En comparación con las versiones que solamente usan gasolina, consta de dos sistemas de alimentación independientes para cada combustible y uno o varios tanques adicionales para almacenar el gas natural. No existe ninguna otra modificación mayor del motor. Por defecto, el vehículo solamente usa gasolina durante el arranque o cuando el gas natural está próximo a agotarse. Si se desea gestionar manualmente, es posible seleccionar uno u otro combustible voluntariamente pulsando un botón situado en el tablero. Los beneficios son fundamentalmente la reducción de emisiones contaminantes y una mayor economía de uso, debido al bajo consumo del gas natural y al menor precio de este frente a la gasolina. No obstante, sus prestaciones usando solamente gas natural son ligeramente inferiores.

### EasyPower
Igualmente, Fiat comercializa los motores FIRE con esta denominación y que permiten su uso con gasolina o gas licuado del petróleo (GLP) como combustibles, este último utilizado por vehículos de transporte público, generalmente. A diferencia de las versiones que funcionan únicamente con combustible diésel de automoción o gasolina, consta de dos sistemas de alimentación independientes para cada combustible y de dos depósitos donde se alojan cada uno de los combustibles.

### FlexFuel
Esta otra denominación comercial es con la que, desde 2003, Fiat Group Automobiles; da nombre a su sistema creado y desarrollado desde 1976 por Magneti Marelli, (Filial de Fiat Auto S.p.A.), siendo comercializado desde 1979 hasta nuestros días (2024). que permite utilizar simultáneamente como combustible para automóviles a gasolina, etanol o la mezcla de ambos combustibles en cualquier proporción. El sistema permite la reducción de entre un 50 % y un 70 % de gases de efecto invernadero. Actualmente, el 99 % de la producción de vehículos Fiat para el mercado brasileño cuenta con tecnología FlexFuel, lo que ha convertido a Fiat en el líder mundial en este tipo de motores.

### TetraFuel
Es la denominación comercial adoptada por Fiat Auto, S.p.A. para el sistema desarrollado y producido desde 1979 por Magneti Marelli (filial de componentes de Fiat), para ser empleado también sobre el innovador motor FIRE desde su nacimiento en 1984.
Su comercialización al mercado, será ofrecida desde junio de 2006 en Europa, pero, ésta "tecnologia verde" viene comercializandose de manera masiva en mercados como el Argentino o Brasileño, con abrumador éxito, desde hace varias décadas atrás por el fabricante Transalpino
La tecnología TetraFuel permite usar hasta cuatro tipos combustibles diferentes: Etanol, Etanol + Gasolina Sin Plomo, gasolina Sin Plomo + Gas Natural, y, Gasolina Sin Plomo + GLP.
Su aplicación se inicia y realiza en el mercado Brasileño, sobre el modelo Fiat 147, modelo con el que se comenzó la experimentación y desarrollo.
El Fiat Siena,en octubre de 2006, se convertirá en el único automóvil del mercado latinoamericano en ofrecer la posibilidad de usar hasta cuatro tipos de combustibles diferentes y que permite utilizar como combustible para automóviles Etanol (E100), Gasolina (E5), Gasohol (E20-E25), GNC o la mezcla de cualquiera de ellos en cualquier proporción.  El sistema consigue un ahorro de combustible de hasta un 40 % emitiendo hasta un 24 % menos de gases de efecto invernadero y es el primer sistema del mundo que puede funcionar con cuatro combustibles diferentes. Magneti Marelli, filial de componentes de Fiat S.p.A., desarrolló el sistema TetraFuel. Fue presentado en junio de 2006, su comercialización comenzó en Brasil en octubre de 2006 asociado a la versión 1.4 del Fiat Siena. En 2012 al Fiat Siena TetraFuel se le une el Fiat Gran Siena TetraFuel ampliando la gama de modelos que pueden funcionar con cuatro combustibles.

### MultiAir
Desde su comercialización en 1986, los Fiat FIRE han ido recibiendo nuevas tecnologías del grupo. En 2009 se adoptó esta nueva tecnología sobre la base del FIRE 1.4, que permite el control electrónico de las válvulas de admisión, lo que redunda en mayor potencia, par y por lo tanto, prestaciones, así como importantes reducciones en el consumo y las emisiones contaminantes.

## Fichas técnicas

### 769cm³ (0,8L)8V
En 1985 y 1986, veran la luz los motores térmicos de última generación del fabricante Transalpino y, que poseen como principales características el ser motores de cuatro tiempos, cuatro cilindros en línea, culatas con uno o dos árboles de levas en cabeza, y que activarán los trenes de 8 o 16 válvulas.
Los motores de la familia 100 del Fiat Panda, serían reemplazados por los motores FIRE de última generación los cuales poseen una ligera ganancia de cubicaje y potencia (769 cm³ y 34 Cv - 25Kw - a 5.250 rpm). frente al motor que le precede, ya que este poseía una cilindrada de 652 cm³ (0,7 litros).
El mencionado motor Fire producido desde1985, será alimentado mediante un carburador Weber 32 TLF6/250, y sus características técnicas son: diámetro × carrera de 65 x 68 mm (2,6 x 2,7 pulgadas), una relación de compresión de 9.4:1 y un par máximo de 57 N·m (42 lb·pie) a las 3000 rpm.

#### Aplicaciones
- Fiat Panda (1986-1992).

### 999cm³ (1L)FIRE 1000
Su presentación en el mercado europeo se realizó en el año 1986, para meses después comenzar a comercializarse en todos los mercados del Viejo Continente.
Su código de motor es el 156A2.000 Gasolina, siendo dotado para su alimentación en un inicio, de un carburador monocuerpo Weber electrónico y encendido electrónico Breakerless Magneti Marelli, pudiendo usar indistintamente tanto gasolina Super con plomo de 97 octanos o sin plomo de 95 y 98 octanos.
Su potencia es de 45 CV y un par motor de 112 Nw/m a 5750 rpm, con un consumo de 4,5 L/100 km a velocidad constante de 90 km/h.
La transmisión se realiza de manera mecánica o con cambio automático CVT de 3 relaciones, retroceso, y navegación a vela; disponible esta en las variantes Selecta, y grupo caja de cambios diferencial mecánica que irá acoplada a un sistema de embrague monodisco y diafragma en seco accionado por cable.
El sistema de la caja de cambios, es accionado mediante varillas metálicas y también mediante cables Bowden en los modelos del periodo 1995 en adelante.
Disponible según versiones, con relaciones de 4 o 5 velocidades y retroceso; todas ellas sincronizadas.
A mediados de la década de 1990, llegaría el motor FIRE a los mercados latinoamericanos, donde compartiría espacio con los motores "Tipo" que se montan en los Fiat 147.
Comercializándose paulatinamente poco a poco y para quedar finalmente como única familia de motores en las gamas del fabricante Italiano.
Su código de motor en los mercados latinoamericanos (Brasil, Argentina, etc.) es el 178F1011 (FLEX), con alimentación vía inyección electrónica multipunto secuencial Magneti Marelli MPI IAW 4AFB, con encendido electrónico Digiplex Magneti Marelli incorporado al sistema de inyección, un diámetro x carrera de 70 x 64,9 mm (2,76 x 2,56 pulgadas) y una relación de compresión de 11,65 ± 0.15:1, que producía una potencia máxima de 65 CV (47,8 kW) a las 6000 rpm (DIN) y un par máximo de 89 N·m (66 lb·pie) a las 2500 rpm usando gasolina, o bien, hasta 75 CV (55,2 kW) a las 6250 rpm y un par máximo de 97 N·m (72 lb·pie) a las 3850 rpm con alcohol ("Bi-Fuel").
Otras características incluían: bomba de aceite a engranajes, embrague monodisco seco, mecanismo del embrague con resorte a diafragma, entre otras. Tenía un consumo a 90 km/h (56 mph) de 4,8 L/100 km (20,8 km/L; 49,0 mpgAm).

#### Aplicaciones
EUROPA:
- Fiat Panda (1986 -1993)
- Lancia Y10 (1986 - 1991) (antes Autobianchi Y10 1985)
- Fiat Uno (1986 - 1991)

Latinoamérica:
- Fiat Uno Mille (1996-2010): Argentina, Brasil, Uruguay.

### 1108cm³ (1,1L)
La versión de 1108 cm³ (1,1 litros) tiene un diámetro x carrera de 70 x 72 mm (2,76 x 2,83 pulgadas), distribución tipo SOHC con dos válvulas por cilindro (8 en total), relación de compresión de 9.6:1 e inyección Bosch "Monojetronic", que produce una potencia máxima de 58 CV (42,7 kW) y un par motor máximo de 88 N·m (65 lb·pie).

#### Aplicaciones
- Fiat Panda (1986)
- Lancia Y10 (1986) (antes Autobianchi Y10 1985)
- Fiat Uno (1986)
- Fiat Tipo (1988)
- Fiat Punto MK-1 (1993 -1999)
- Fiat Cinquecento (1994)
- Lancia Y (1996)
- Fiat Seicento (1998)
- Fiat Punto MK-2 (1999 - 2012)
- Fiat Panda (2003)

### 1242cm³ (1,2L)
El propulsor 1.2 (cilindrada real de 1242 cc) del motor Fire estará disponible desde el año 1997 y será comercializado en un principio y en exclusiva sobre el modelo Fiat Punto Mk1 (1993-1999) con dos niveles de potencia diferentes que oscilan entre los 70 y 85 CV,ambos dotados de convertidor catalítico de 2 vías.
El aumento del CV - potencia / par motor, es debido a la adición de la novedosa culata 16 válvulas (4 por cilindro), que hace erogue 15 CV extra.
Todo ello se consigue sin la adición de ningún otro elemento periférico.
Este propulsor se presta así mismo en su desarrollo, a una futura evolución técnica que si podrá recibir nuevas tecnologías y elementos para el aumento de potencia, tal y como más adelante, veremos.
En los mercados Europeos se comercializan como Fiat Fire 1.2 y Fiat Fire 1.2 16V, con código de motor 188A 5000 aptos para el consumo inicial de gasolina sin plomo con mezclas de Bio-Combustible Etanol de entre un 5 y un 7% según se requiera, y también, debido a su avanzada concepción desde el año 2002; se podrá disponer de la variante 1.2 16V y con código de Variante 188AXB1A para el mercado europeo, el cual puede funcionar tanto con gasolina sin plomo de 95, 98, o 100 octanos, así como también y únicamente, con Bio Etanol al 80% de concentración. 
A partir de 1999 este propulsor 1.2 en cualquiera de sus dos versiones recibirá un catalizador de 3 vías el cual hará disminuir levemente, la entrega de potencia, quedando en 69 CV para el primero de ellos y en 80 CV para el segundo.
Estas modificaciones ya serán ya instauradas en la nueva versión del Fiat Punto MK2 (1999-2012) y se montarán en el resto de modelos del grupo Italiano de manera paulatina.
En los mercados latinoamericanos, Fiat comercializa la versión de este motor bajo la denominación comercial 1.3 L pero que, en realidad, es la de 1242 cm³ (1,2 litros), siendo los códigos 178E8011 para los propulsores de 8V o la de 178D6011 para la versión de 16V. Ambos disponen de las mismas cotas de diámetro x carrera de 70,8 x 78,9 mm (2,79 x 3,11 pulgadas), con una relación de compresión 10.6:1.
La admision se realiza vía Inyección Electrónica Secuencial Multipunto Indirecta, Ref. Magneti Marelli MPI IAW 4AFB, que produce una potencia máxima de 80 CV (58,8 kW) (DIN) a las 5000 rpm y un par máximo de 114 N·m (84 lb·pie) (DIN) a las 4000 rpm.
Otras características para el mercado latinoamericano incluían el consumo de gasolina súper sin plomo de 95 o 98 octanos, con bujías NGK/BKR5EZ o DCPR8E-N y encendido electrónico digital Bosch Motronic H4 7.3 incorporado a la inyección.

#### Aplicaciones
- Fiat Punto MK-1 (1993 -1999)
- Lancia Y (1996)
- Fiat Punto MK-2 (1999 - 2012)
- Fiat Bravo/Brava/Marea (1995 - 2001)
- Fiat Palio (1997)
- Fiat Panda (2003)
- Fiat Stilo (2001)
- Fiat Idea (2003)
- Lancia Ypsilon (2003)
- Fiat Uno Fire (2003-2014)
- Fiat Grande Punto (2005-2020)
- Fiat 500 (2007)
- Ford Ka (2008)

### 1368cm³ (1,4L)
La versión de 1368 cm³ (1,4 litros), tiene un código de motor para los mercados latinoamericanos, 178F3011 (FLEX), con un diámetro x carrera de 72 x 84 mm (2,83 x 3,31 pulgadas) y una relación de compresión de 9.8:1, que genera una potencia máxima de 163 CV (161 HP; 120 kW) (DIN) a las 5500 rpm y un par máximo de 250 N·m (184 lb·pie) (DIN) a las 2250 rpm.
En los mercados europeos, este propulsor "nacerá" con una potencia inicial de 90 Cv, y que, añadiéndosele entre otras las novedosas tecnologías de manera exclusiva bajo pedido, los kits deportivos Abarth SS (Assetto Corse); harán que llegue a erogar potencias que oscilarán en una horquilla de entre los 165 y los 215 CV, quedando reservados solamente para los Fiat Punto Evo Mk3, Abarth Punto, Abarth 124, y Abarth 500 de versiones TOP. (595, 695, EVO X, entre otras).
Para estas versiones se optará por características técnicas como el uso único de consumir gasolina de 98 octanos (dada su alta relación de compresión) y que incluye el uso exclusivo de bujías NGK/ BKR6E/BKR6EZ.
Su encendido es de tipo electrónico digital integrado con la inyección electrónica secuencial multipunto indirecta y turbocompresor de geometría fija.
El Sistema MultiAir 3, la inyección directa FIAT por Common Rail y un Turbocompresor de geometría variable quedará reservada para la última variante de la familia del motor FIRE FIAT consiguiendo que con toda esta tecnología éste, ascienda hasta los 240Cv.; siendo montado por el nuevo Fiat 124 Spyder y el reciente Dodge Dart USA de 2016.

#### Aplicaciones
- Fiat Punto MK-2 (1999 - 2012)
- Fiat Panda (2003)
- Fiat Stilo (2001)
- Fiat Idea (2003)
- Lancia Ypsilon (2003)
- Fiat Grande Punto (2005-2020)
- Fiat 500
- Lancia Musa (2004)
- Fiat Bravo (2007)
- Lancia Delta (2008)
- Alfa Romeo MiTo (2008)
- Fiat Linea (2008)
- Fiat Fiorino  (2008)
- Fiat Doblò (2010)
- Fiat Qubo (2008)
- Fiat Uno (2010)
- Lancia Ypsilon (2011-2021)
- Fiat Palio (2011)
- Fiat Panda (2012)
- Dodge Dart (2012)
- Fiat Grand Siena (2012)
- Fiat 500L (2012)
- Fiat Viaggio (2012)
- Fiat Tipo (2015-2021)
- Abarth 124 (2015 - 2021)
- Alfa Romeo Giulietta (2010 - 2020